# 1910 en musique
| \| • Retour à la chronologie générale de la musique populaire • \| |
| XXIe siècle • XXe siècle • XIXe siècle • XVIIIe siècle XVIIe siècle • XVIe siècle • XVe siècle • XIVe siècle XIIIe siècle • XIIe siècle • XIe siècle • Xe siècle IXe siècle • VIIIe siècle • Haut Moyen Âge • Rome • Grèce |
| • Retour à la chronologie générale de la musique populaire • |

| • Retour à la chronologie générale de la musique populaire • |

| Années de la musique populaire : 1907 - 1908 - 1909 - 1910 - 1911 - 1912 - 1913    |
| Décennies de la musique populaire : 1880 - 1890 - 1900 - 1910 - 1920 - 1930 - 1940 |

Cet article présente les faits marquants de l'année 1910 en musique.

## Évènements et œuvres
- 11 mars : Billy Murray enregistre Casey Jones avec l'American Quartet[1].
- 16 avril : le journal The Indianpolis Freeman publie le premier compte rendu connu de chants de blues sur une scène publique s'étant déroulé à Jacksonville en Floride[2].
- 8 septembre : Concert Mayol à Paris avec la revue C’est solide (Raimu et Damia).
- Harry Champion enregistre I'm Henery the Eighth, I Am.
- Parution de Let Me Call You Sweetheart, chanson écrite par Beth Slater Whitson et Leo Friedman.
- Ethel Smyth et Cicely Hamilton écrivent The March of the Women, hymne féministe.

## Naissances
- 23 janvier : Django Reinhardt, guitariste de jazz manouche français († 16 mai 1953).
- 16 mars : Yank Rachell, chanteur, mandoliniste, guitariste et harmoniciste de blues américain
- 10 juin : Howlin' Wolf, chanteur de blues américain († 10 janvier 1976).
- 7 juillet : Luís Barbosa, musicien brésilien († 8 octobre 1938).
- 23 juillet : Cheikh El Hasnaoui, chanteur, musicien et auteur-compositeur-interprète algérien d'expression kabyle († 6 juillet 2002).
- 5 août : Bruno Coquatrix, auteur-compositeur et directeur de salle de spectacle français († 1er avril 1979).
- 6 août : Friedrich Schröder, compositeur allemand († 25 septembre 1972).
- 7 août : Freddie Slack, pianiste de swing et de boogie-woogie américain († 10 août 1965).
- 18 septembre : Fernand Sardou, chanteur et acteur français († 31 janvier 1976).

## Principaux décès
Charles Mayol